# Kolonisten van 1820

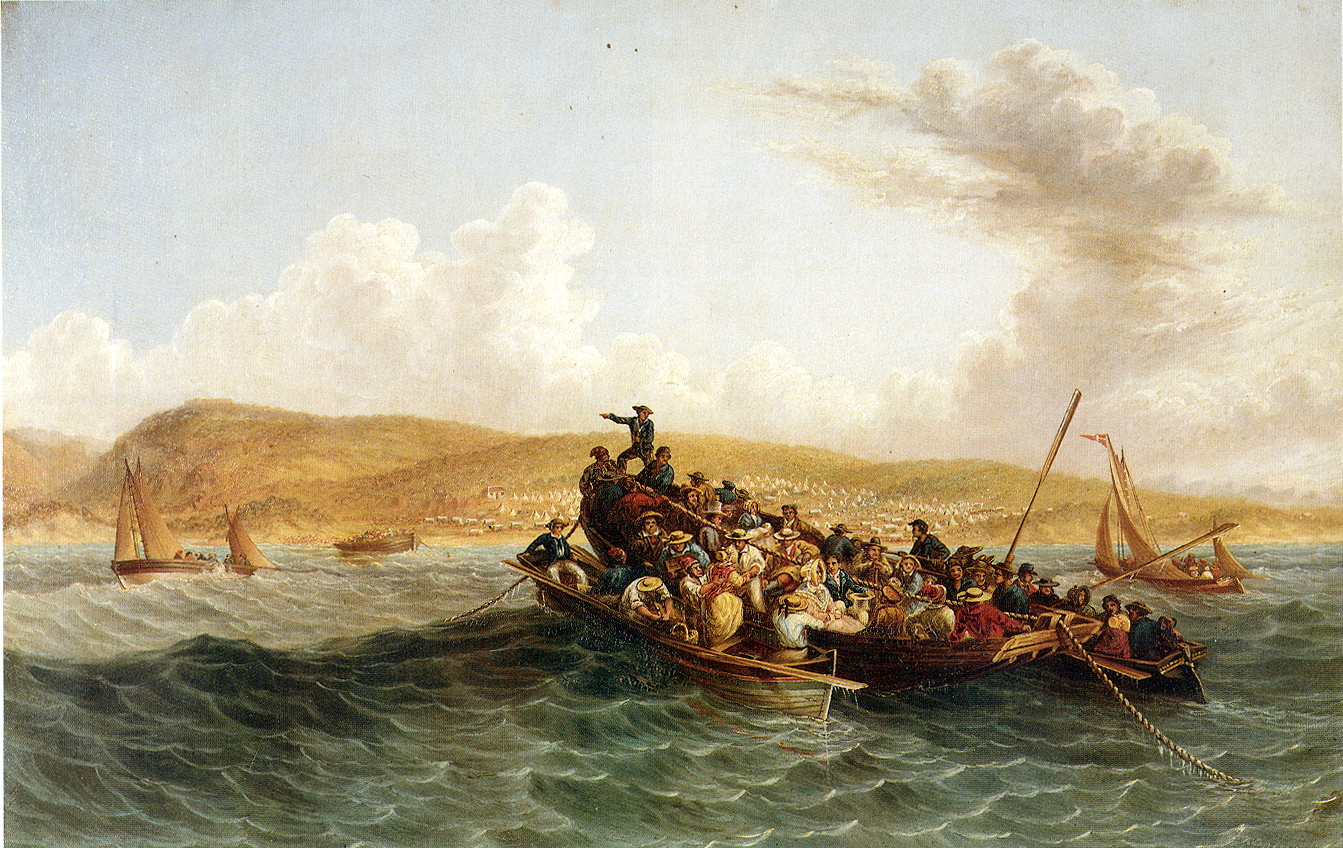
Kolonisten arriveren bij de Algoabaai

De Kolonisten van 1820 waren ongeveer 4.000 Britse kolonisten die zich tussen april en juni 1820 in de tegenwoordige Oost-Kaap van Zuid-Afrika vestigden.

## Geschiedenis
Na de napoleontische oorlogen kampte Groot-Brittannië met een groot werkloosheidsprobleem. Om dit op te lossen werden zo'n 60 groepen kolonisten door de Britse regering naar de oostkust van Zuid-Afrika verwezen. Andere redenen voor de geplande migratie waren de bevordering van de Britse taal in hun voornamelijk Afrikaanstalige Kaapkolonie en het stichten van een oostelijke buffer tegen de Xhosa, waar de Britten voortdurend grensoorlogen mee voerden. 
De kolonisten werden boerderijen toegewezen, maar vanwege een tekort aan landbouwkundige ervaring en moeilijke klimaatomstandigheden vestigden de meeste kolonisten zich in steden als Port Elizabeth, Oos-Londen en Grahamstad om zich op handel te richten.
Sommige kolonisten trokken verder naar het noorden, waar ze hun vuurwapens ruilden voor land van de Zoeloekoning Shaka.
In 1974 werd er in Grahamstad een monument voor de kolonisten opgericht.